# أم الورد
ام الورد (العراق) وهي إحدى قرى ناحية الصلاحية الكبيرة تشتهر بزراعة الرز وتربية المواشي.

## التاريخ
تاسست هذه القرية منذ زمن طويل ويعود تاريخها إلى عهد الخلافة الإسلامية حيث يعتقد أنها كانت جزءا من ولاية الكوفة آنذاك وتطورت مع تطور الزمن .

## الواقع الاقتصادي
تعتمد القرية على الزراعة كدرجة أولى وعلى تربية الاغنام والدواب كدرجة ثانية كما أن اهلها يعملون بزراعة محاصيل الحبوب كالشلب والحنطة .
تطور الواقع العمراني للقرية بعد مد الطرق الأسفلتية إليها وقامت الناس بتطوير بيوتها وبنائها على الطريقة الحضرية .

## الحدود
يحدها من الغرب مركز ناحية الصلاحية ومن الشرق قرية كويسة الغربية ومن الشمال قرية ال علي ومن الجنوب قرية الكريطية, القرية تسكنها عشيرتا العوابد والحجام.

## المنفذ المائي لها
تروى الأراضي فيها من خلال منفذ مائي واحد ويسمى طبر العوابد ((نهر العوابد)) وهو أحد فروع الجهة الغربية لشط الشامية.

## المحاصي التي تشتهر بها
تشتهر القرية بزراعة العنبر وهو من المحاصيل الراقية ويكون زرعه صيفا بينما شتاءا يقوم الفلاحون بزراعة القمح والشعير والبرسيم والجت